# Martijn Richters
Martijn Richters (Den Haag, 21 oktober 1971) is een Nederlandse nieuwslezer, videoproducent en voice-over.
Zijn radioloopbaan begon hij in de jaren 90 bij de ANWB als filelezer. In 1999 werd hij redacteur/nieuwslezer bij de NOS. Twee jaar later stapte hij over naar RTL Nederland om nieuws te lezen voor Yorin FM en later RTL FM. In 2006 en 2007 was hij nieuwsmanager bij de radiozender Caz! van SBS. Van 2008 tot 2012 en opnieuw sinds 2018 is hij namens het ANP nieuwslezer op verschillende radiozenders waaronder Q-Music, BNR Nieuwsradio en Radio 538.
Sinds 2012 werkt hij als zelfstandig voice-over en videoproducent. Hij heeft zijn stem onder meer geleend aan de televisiezenders van RTL en producties van bijvoorbeeld Agentschap NL, Michelin en Belastingdienst. Als radio-dj is hij sinds maart 2006 dagelijks actief op KX Radio, XXL Bonanza en tegenwoordig XXL Stenders, de internetradiostations van Rob Stenders.
In november 2008 versloeg hij de Amerikaanse presidentsverkiezingen vanuit New York voor Arrow Classic Rock, Rethinking Media en zijn eigen Richters Report. In 2009 en 2010 schreef hij geregeld een column over muziek in dagblad De Pers.